# EURACTIV
Euractiv és un lloc web de notícies europeu centrat en les polítiques de la UE, fundat el 1999 per l'editor de mitjans de comunicació francès Christophe Leclercq. La seva seu i personal editorial es troben a Brussel·les, amb altres oficines a París i Berlín. El seu contingut és produït per uns 50 periodistes amb personal a Bèlgica, Bulgària, República Txeca, França, Alemanya, Grècia, Itàlia, Polònia, Romania i Eslovàquia.
La cobertura de la política d'Euractiv es distribueix en vuit “hubs”: “Agrifood”, “Economy, Energy & Environment”, “Global Europe”, “Health”, “Politics”, “Technology” i “Transport”. La seva cobertura informativa es complementa amb un programa de més de 100 esdeveniments a l'any, normalment en forma de debats entre les parts interessades que abasten les mateixes àrees polítiques. La política d'informació d'Euractiv se centra en l'etapa prelegislativa de la presa de decisions de la UE, i té gairebé tot el seu contingut en anglès traduït al francès i a l'alemany.
Euractiv ha diversificat les seves fonts de finançament, amb ingressos privats i públics. El 2019, aproximadament una cinquena part dels ingressos d'Euractiv provenien de fonts públiques, inclosa la UE. Altres fonts d'ingressos són la publicitat i el patrocini corporatiu.
El maig de 2023, Euractiv va ser adquirit per l'empresa belga de mitjans de comunicació Mediahuis essent aquesta la primera adquisició d’una plataforma de mitjans de comunicació internacional per l’empresa. Té un equip de direcció format per René Moerland (editor i anteriorment editor en cap del diari holandès NRC), Claire Boussagol (directora de gestió i anteriorment presidenta europea a APCO Worldwide i CEO a Politico Europe), i Emmanuel Naert (director de subscripcions).

## Perfil
Euractiv porta més de vint anys cobrint al Parlament Europeu i a altres institucions de la UE. La seva cobertura editorial inclou la política europea a Brussel·les, així com una anàlisi més profunda de les polítiques de la UE en àmbits com l'energia i el medi ambient, l'agricultura, la seguretat alimentària, el transport i la política tecnològica.
A part dels articles diaris, Euractiv també elabora informes especials sobre polítiques  específiques. El 2016, el mitjà va presentar la seva newsletter insígnia “The Brief”. El 2019, va llançar una nova ronda de newsletters centrades en la UE: “The Capitals”, The Tech Brief i “The Transport Brief”. A més, Euractiv s'especialitza a organitzar esdeveniments que posen en contacte actors clau. El 2018, Euractiv va organitzar més de 70 esdeveniments, la majoria dels quals van ser patrocinats, principalment en forma de tallers o debats.

## Newsletters
Euractiv distribueix newsletters anomenades “Policy Briefs” en línia amb la cobertura de les principals àrees polítiques de la Unió Europea, per exemple l'agricultura, la tecnologia i l'energia. A la newsletter diaria "The Capitals", Euractiv reuneix notícies sobre política arreu d’Europa que tenen un interès europeu més ampli.

## Impacte
Segons l'enquesta sobre els mitjans de comunicació de la UE de 2023 realitzada per Savanta per a BCW Brussel·les, Euractiv es va classificar com la cinquena font més influent de la UE, entrant al top 10 per primera vegada.
El 2022, un estudi realitzat pel Consell de la Unió Europea va classificar Euractiv en segon lloc a la llista dels mitjans de comunicació més influents entre els membres del Parlament Europeu (MEPs).
Els reportatges d'Euractiv són regularment citats per diaris internacionals com The New York Times, The Financial Times, CNN, Deutsche Welle, le Figaro, Le Point i Il Post.